# Still Alive (chanson de Mirror's Edge)
Pour les articles homonymes, voir Still Alive.
La chanson Still Alive est le thème du générique de fin du jeu vidéo Mirror's Edge interprété par la chanteuse suédoise Lisa Miskovsky.
Le 11 novembre 2008, Electronic Arts sort un album de reprises du morceau, intitulée Still Alive: The Remixes. En plus du morceau original, l'album contient des reprises composées par différents artistes : Benny Benassi, Junkie XL, Paul van Dyk, Teddybears, Armand Van Helden.
La production a été déléguée à Rami Yacoub et Arnthor Birgisson qui avaient déjà travaillé avec Enrique Iglesias, Britney Spears et Pink.

## Classement
Cette chanson a été classée 29e des ventes en Suède, et est restée classée pendant trois semaines.

### Liens
- Clip officiel par Electronic Arts sur Dailymotion
- (en) Interview de Rami Yacoub et Arnthor Birgisson